# Brian Mørk Show
Brian Mørk Show er et dansk comedy talkshow, med stand-up komikeren Brian Mørk som vært, der startede i september 2007 på TV 2 Zulu. I hvert program har Mørk besøg af 2 skuespillere eller komikere, der interviewes med falske og ofte spontane spørgsmål. Under samtalerne improviserer gæsterne og spille med på legen uden protester, samtidig med de prøvede på at gøre deres svar sjove.
Efter at have holdt knapt 3 års pause vendte Brian Mørk Show tilbage til skærmen med en 3. sæson d. 10. februar 2011.

## Gæster

### Sæson 1
10. september 2007
- Hella Joof
- Rune Klan

17. september 2007
- Lars Hjortshøj
- Omar Marzouk

24. september 2007
- Nicolas Bro
- Jonatan Spang

1. oktober 2007
- Carsten Bang
- Thomas Hartmann

8. oktober 2007
- Simon Jul Jørgensen
- Lasse Rimmer

15. oktober 2007
- Jan Gintberg
- Mikael Wulff

22. oktober 2007
- Michael "MC" Christiansen
- Sebastian Dorset

29. oktober 2007
- Frank Hvam
- Mick Øgendahl

5. november 2007
- Niels Hausgaard
- Omar Marzouk

12. november 2007
- Anders Fjeldsted
- Uffe Holm

19. november 2007
- Jonas Schmidt
- Jacob Tingleff

### Sæson 2
3. marts 2008
- Rune Klan
- Troels Lyby

10. marts 2008
- Jarl Friis-Mikkelsen
- Uffe Holm

17. marts 2008
- Vicki Berlin
- Rasmus Bjerg

24. marts 2008
- Carsten Bang
- Søs Egelind

31. marts 2008
- Lars Hjortshøj
- Esben Pretzmann

7. april 2008
- Gordon Kennedy
- Timm Vladimir

14. april 2008
- Simon Jul Jørgensen
- Mads Vangsø

21. april 2008
- Michael Carøe
- Geo

28. april 2008
- Lars Brygmann
- Nicolaj Kopernikus

5. maj 2008
- Peter Frödin
- Hella Joof

12. maj 2008
- Anders Matthesen
- Mikael Wulff

### Sæson 3
10. februar 2011
- Jonatan Spang
- Niels Olsen

17. februar 2011
- Lasse Rimmer
- Huxi Bach

24. februar 2011
- Martin Brygmann
- Thure Lindhardt

3. marts 2011
- Omar Marzouk
- Thomas Bo Larsen

10. marts 2011
- Simon Jul Jørgensen
- Christian Fuhlendorff

17. marts 2011
- Alexandre Willaume
- Paprika Steen

24. marts 2011
- Andreas Bo
- Troels Malling

31. marts 2011
- Thomas Hartmann
- Thomas Warberg

7. april 2011
- Simon Talbot
- Torben Chris

14. april 2011
- Nikolaj Steen
- Per Vers